# Аварія танкера «Престиж»
Аварія танкера «Престиж» — аварія, яка сталася 19 листопада 2002 року — корабель розколовся на дві частини і затонув за 210 км від берегів Галісії. Це була одна з найбільших морських екологічних катастроф біля берегів Європи.

## Загальний опис

### Коротка характеристика танкера
«Престиж» (англ. «Prestige») — однокорпусний танкер, що плавав під багамським прапором. Судно було побудовано як однокорпусний танкер для перевезення сирої нафти (клас Crude oil tanker) на верфі корпорації Hitachi, заводський номер № 4437. Спущено зі стапелів 1 грудня 1975 року під ім'ям «MV Gladys» і 1 березня 1976 року здано в експлуатацію. За свою історію судно змінило трьох власників. Останній власник: Mare Shipping Inc., (Ліберія) Судно також змінило кілька менеджерів-операторів. Серед останніх вказується «Laurel Sea Transport Ltd.», проте найчастіше останнім вказується «Universe Maritime Ltd» (обидва Греція).

### Події 2002р. Аварія
У 2002 році команда корабля з 27 осіб складалася в основному з філіппінців та румунів, капітан та ст.механік — громадяни Греції. Судно було застраховане у P&I Coverage: London Steamship Owners Insurance. Проходячи Біскайську затоку 13 листопада 2002 року, судно потрапило в сильний шторм біля берегів Галісії, внаслідок чого в корпусі утворилася тріщина завдовжки 35 метрів, після чого танкер почав давати витік близько 1000 тонн мазуту на добу. Іспанська берегова влада відмовила судну зайти в найближчі до місця аварії порти. Була спроба відбуксирувати судно до найближчих портів Португалії, проте Португалія заборонила вхід аварійного танкера до своїх вод. Аварійне судно було відбуксовано у морі.
19 листопада 2002 року корабель розколовся на дві частини і затонув за 210 км від берегів Галісії. Останки корабля лягли на ґрунт на глибині прибл. 3700 м. У результаті в море вилилося понад 20 мільйонів галонів (90 тис. кубометрів) нафти. Нафтова пляма розтяглася на тисячі кілометрів біля берегової лінії, тим самим завдавши величезної шкоди всій морській та береговій фауні, а також місцевій рибній промисловості. Розлив нафти став наймасштабнішим екологічним лихом за історію Іспанії та Західної Європи. Наслідки катастрофи вважаються важчими, ніж у аналогічній катастрофі танкера «Ексон Валдез». Внаслідок катастрофи ураженими виявилися тисячі кілометрів Атлантичного узбережжя Європи, над ліквідацією наслідків аварії працювало 300 000 добровольців з усієї Європи. Загальні збитки від катастрофи оцінюються в €4 млрд. Хайме Доресте (Jaime Doreste), адвокат іспанської неурядової організації «Екологія в дії» заявив, що всі наслідки для здоров'я та довкілля від нафтової плями не були оприлюднені. У дослідженні, опублікованому іспанськими екологами у 2010 році, повідомляється, що у іспанських рибалок, які брали участь в очищенні узбережжя, спостерігаються генетичні порушення та захворювання легень.

## Інтернет-ресурси
- Perte totale suite à avarie de coque du petrolier bahaméen Prestige survenue dans l'ouest de la Galice." (Archive) - Bureau d'Enquêtes sur les Événements de Mer - 13–19 November 2002 (фр.)
- Plataforma Nunca Máis, Prestige activists (in Galician)
- Coordination Technical Bureau of Scientific Intervention Program against Accidental Marine Spills, This bureau is responsible for management and coordination works of research projects.
- Spill Response Experience Coordination Action - SPREEX This project is responsible for management and coordination research needs in Europe.
- Raul Garcia The Prestige: one year on, a continuing disaster WWF, November 2003, 23 pp.
- WWF crisis response page on Prestige
- Prestige Oil Spill - first hand story of a Canadian volunteer, with photos
- Maps and statistics of affected coastal area
- Prestige Ship Structure Casse Study